# 東港迎王平安祭典
東港迎王平安祭典，東港人稱迎王（白話字），是臺灣屏東縣東港鎮的知名祭典，迎接代天巡狩的五位王爺（千歲爺），前來掃蕩瘟疫、驅除惡靈。
臺灣民間信仰中，王爺神奉玉皇大帝敕令保境安民。除了在地的各府王爺、千歲爺（以東港東隆宮主祀的溫府千歲為首），東港居民認為每三年，玉皇大帝會派遣五位千歲爺（稱大千歲、二千歲、三千歲、四千歲、五千歲，以大千歲為領導者）到東港「代天巡狩」，故要舉行迎王祭典。本祭典每三年一次，正逢丑、辰、未、戌等四地支年，由東港東隆宮主祀的溫府王爺，與全鎭七角頭的所有神明與檀越共同合作之下，進行迎送「代天巡狩」的五位千歲爺。
東港以海業為主，擁有許多臥虎藏龍的造船匠師，這些師傅在溫王爺指示的王船建造期間，都會放下手邊工作義務進行建造工程，故東港王船相較其他鄉鎮來的更壯觀，更精美，以致外地人易將焦點誤放在燒王船（送王）儀式，而誤稱迎王平安祭典為王船祭。事實上王船只是迎王祭典中最後千歲爺押煞離境的交通工具，主事者會將五位千歲爺神位迎至「王船」之上，堆疊天庫、壽金和其他眾多物品焚化，送神歸天。
因應嚴重特殊傳染性肺炎疫情，2021年辛丑正科東港迎王平安祭典採專案辦理，縮小規模並僅限東港鎮轄區內的隊伍參加遶境及相關科儀，人員需全程遵守防疫規定，為歷史上首例。

## 迎王科儀

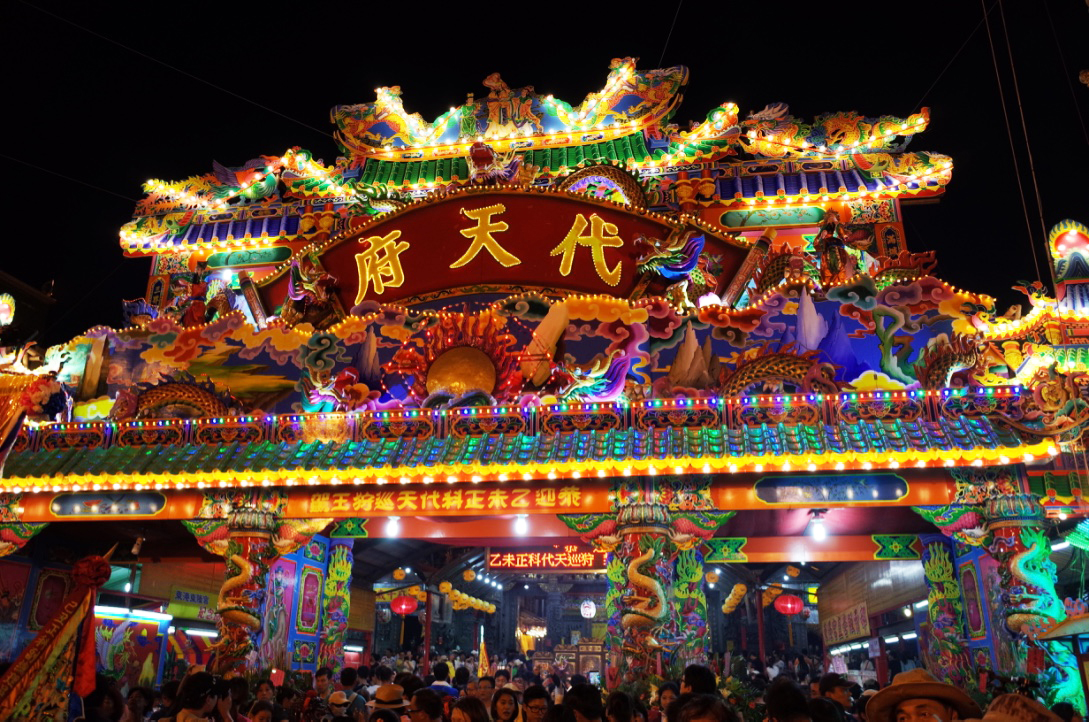
代天巡狩「大千歲」駐蹕時的行宮「代天府」

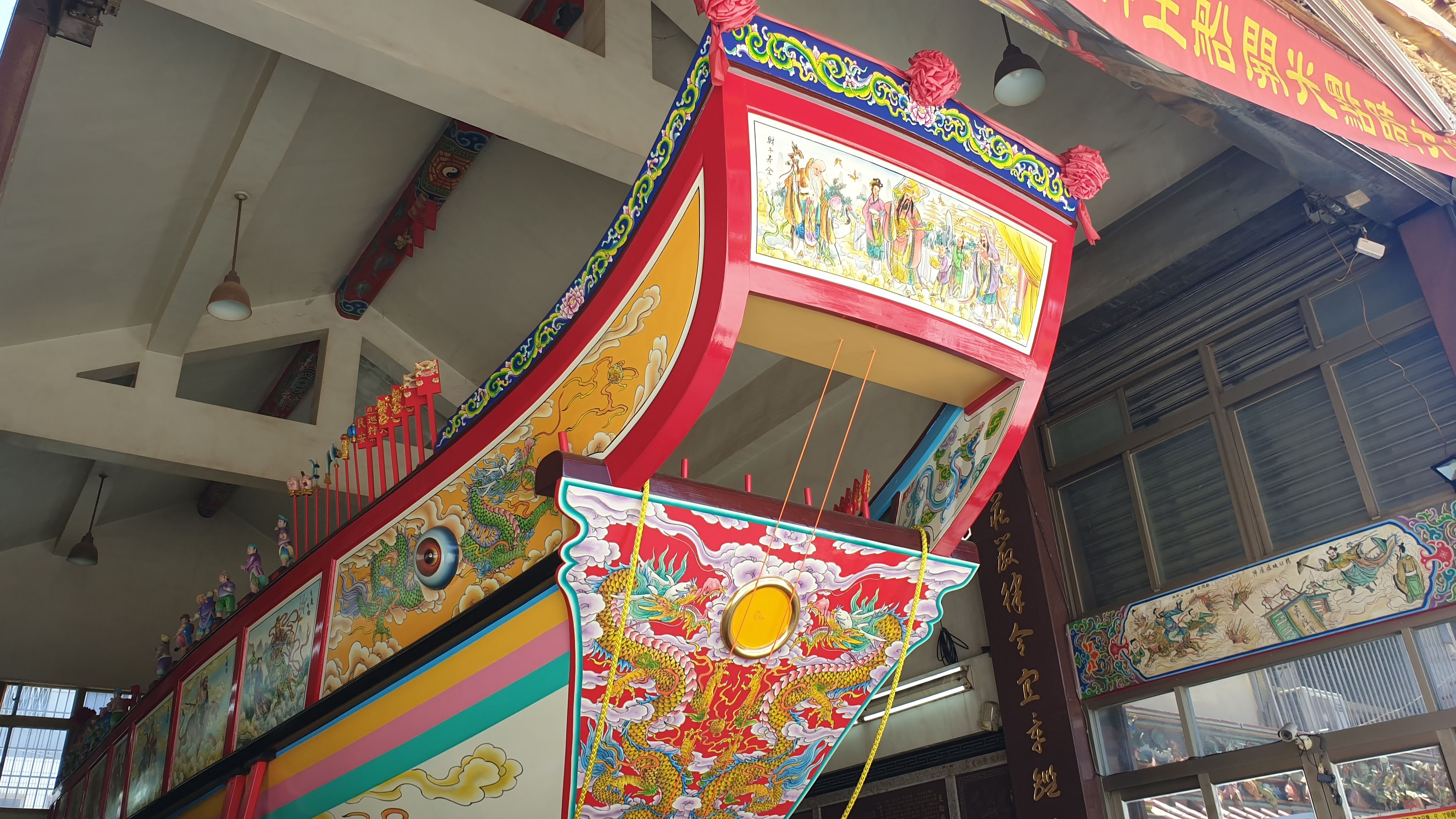
王船

### 祭典前準備
每當迎王祭典圓滿結束後第三天，祭典司職人員便會舉辦犒勞的「福宴」，以感謝參與祭典工作相關人員。於宴後眾角頭在溫府千歲前，以抽籤方式遴選下一科迎王祭典，各角頭之司職任務。 
祭典前三年，七角頭各自甄選出大、副總理以及各角頭轎班組織運作成員。前兩年進行「值年中軍府安坐及班頭神像開光」，值年中軍府供奉在「境主尊王」殿中，殿外懸掛的牌匾是「境主尊王」，同時也開始「造王船」，而祭典前一年進行「正科中軍府安座」、「王船開光」，「正科中軍府」安坐後，「境主尊王」殿外的牌匾將改成「中軍府」。

### 進表、代天府上樑
在迎王祭典前約一個月時會進行「進表」儀式，邀請代天巡狩千歲爺於迎王期間蒞臨東港鎮賜福；並於祭典前三天「設置代天府」、「代天府上樑」。

### 擲筊請示大千歲姓氏
請王儀式的前一天晚上，由當科大總理及迎王祭典科長，在東隆宮溫王爺前以擲筊方式請示蒞臨大千歲的姓氏，並將確認尊姓寫在信函中密封待隔日請王時揭曉。

### 請水、過火
為東港迎王平安祭典的第一天，當日下午於東港鎮海公園的沙灘舉行「請水」儀式，恭迎當科大千歲駕臨。
經由轎班頭籤感應在請水台上寫下當科奉玉旨代天巡狩大千歲爺尊姓，確認後（需與前日指示尊姓相同），再由溫府千歲隊伍帶領下，緊接依序中軍爺、五、四、三、二、大千歲爺隊伍，再加上所有隊伍，一同遶行七角頭領域、經庄母新街，再抵達東隆宮（王府前）進行「過火」儀式。
第一日請水當日，祀王、敬王儀式後，必須在子時前，將王爺神移到開基大清府嘉蓮宮或大清府舊嘉蓮宮兩座嘉蓮宮之一過夜（每科輪替），直到卯時才迎回東港東隆宮設置的代天府，稱為「大清府過王令」。

### 遶境祈福
祭典的第二天至第五日為「出巡遶境」，分別於東港鎮內的北區、南區、中區、農區，進行為期四日的繞境活動。

### 王船法會
祭典第六日，於王府前舉行王船法會，由大總理率領內、外、副總理進行相關王船法會科儀，為遷船、王船添載、燒王船…等儀式預作準備。

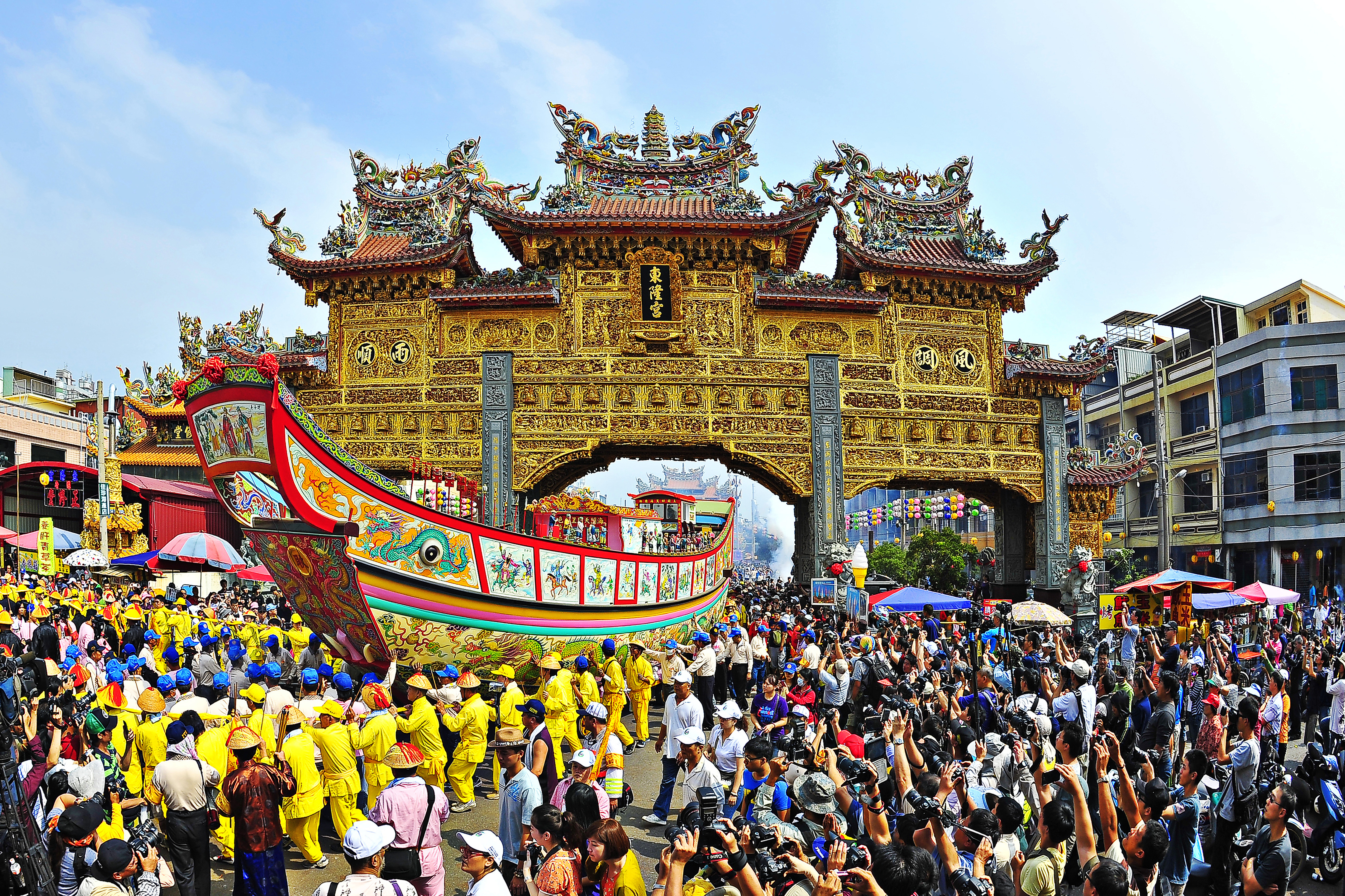
遷船遶境

### 遷船遶境、宴王
第七日舉行「遷船遶境」、「宴王大典」、「添儎」、「和瘟押煞」科儀，遷船是將王船以陸上行舟的方式遶行東港鎮市區主要道路，主要目的是接受各方信眾的添載及為東港鎮民解厄。
宴王在迎王祭典送王前的子夜，在王府內備滿漢全席的佳餚，依循古代禮儀、伴隨優雅神樂，由大總理主祭代表全東港鎮民感恩千歲爺，在迎王祭典期間蒞臨賜福解厄、順利完成平安祭典的任務。

### 送王
祭典的最後一日，於凌晨二時舉行，其中有許許多多步驟需依序完成直至「送王」儀式結束。

## 文化資產
2008年，屏東縣政府將迎王祭典以「東港王船祭」為名登錄為「屏東縣民俗文化資產」。於2010年正名為「東港迎王平安祭典」，並由文建會（今文化部）指定為國家重要民俗文化活動，2011年11月26日（農曆十一月初二）上午十一時頒發國家重要無形文化資產證書。

## 東港七角頭轎班與七角頭廟
東港聚落分為七個角頭，每個角頭都有一間主廟，分別為：
- 頂中街（東港進水宮）
- 下中街（東港朝隆宮）
- 安海街（東港福安宮）
- 埔仔角（東港鎮靈宮）
- 頂頭角（東港東隆壇）
- 下頭角（東港東福殿城隍廟）
- 崙仔頂角（東港鎮海宮）

小琉球原為七角頭之一，但後來小琉球退出東港迎王，必須再產生一個祭祀角頭，由新厝仔角與埔仔角競爭，最後由頂中街中分割出埔仔角。

## 歷科大千歲
台灣戰後，歷科大千歲尊姓：
| 民國年 | 西元年 | 歲次科年 | 大千歲尊姓 | 大總理名稱 | 負責角頭 |
| ------ | ------ | -------- | ---------- | ---------- | -------- |
| 四十一 | 1952   | 壬辰年   | 吳         | 洪顯       | 下頭角   |
| 四十四 | 1955   | 乙未年   | 譚         | 林庚申     | 安海街   |
| 四十七 | 1958   | 戊戌年   | 盧         | 莊占       | 埔仔角   |
| 五十   | 1961   | 辛丑年   | 余         | 洪啞久     | 崙仔頂角 |
| 五十三 | 1964   | 甲辰年   | 楚         | 王庚丁     | 下中街   |
| 五十六 | 1967   | 丁未年   | 封         | 蔡桂芳     | 頂頭角   |
| 五十九 | 1970   | 庚戌年   | 盧         | 郭細句     | 頂中街   |
| 六十二 | 1973   | 癸丑年   | 趙         | 謝丙寅     | 下頭角   |
| 六十五 | 1976   | 丙辰年   | 楚         | 張正       | 安海街   |
| 六十八 | 1979   | 己未年   | 宋         | 楊坤山     | 安海街   |
| 七十一 | 1982   | 壬戌年   | 盧         | 蔡木松     | 頂中街   |
| 七十四 | 1985   | 乙丑年   | 趙         | 蔡清良     | 頂頭角   |
| 七十七 | 1988   | 戊辰年   | 吳         | 莊榮華     | 下中街   |
| 八十   | 1991   | 辛未年   | 封         | 洪景利     | 崙仔頂角 |
| 八十三 | 1994   | 甲戌年   | 齊         | 莊肚吉     | 埔仔角   |
| 八十六 | 1997   | 丁丑年   | 余         | 許茂男     | 下頭角   |
| 八十九 | 2000   | 庚辰年   | 吳         | 李便       | 頂頭角   |
| 九十二 | 2003   | 癸未年   | 封         | 許朝家     | 下中街   |
| 九十五 | 2006   | 丙戌年   | 齊         | 陳宥福     | 埔仔角   |
| 九十八 | 2009   | 己丑年   | 羅         | 蘇天生     | 頂頭角   |
| 一Ｏ一 | 2012   | 壬辰年   | 耿         | 林宗山     | 頂頭角   |
| 一Ｏ四 | 2015   | 乙未年   | 封         | 蕭受發     | 頂中街   |
| 一Ｏ七 | 2018   | 戊戌年   | 盧         | 許振生     | 埔仔角   |
| 一一Ｏ | 2021   | 辛丑年   | 封         | 李瑞安     | 頂頭角   |
| 一一三 | 2024   | 甲辰年   | 鄭         | 鄭春忠     | 頂中街   |
| 一一六 | 2027   | 丁未年   | 未確定     | 洪景崇     | 下中街   |
| 一一九 | 2030   | 庚戌年   | 未確定     |            |          |

## 外部連結
- 木日水巷人文空間：東港迎王平安祭典 （页面存档备份，存于）
- 東港東隆宮：迎王祭典 （页面存档备份，存于）
- 財團法人東港東隆宮 （页面存档备份，存于）